# Павленко, Вера Ивановна
Вера Ивановна Павленко (4 [17] июля 1912, Екатеринослав — 2 июня 1991, Киев) — советская художница, мастер петриковской росписи, Заслуженный мастер народного творчества УССР (1960). Известна как одна из основоположниц применения петриковской росписи на фарфоре.

## Биография
Родилась в городе Екатеринослав, детство провела в селе Петриковка. Мать, Прасковья Павленко, была одной из самых известных мастериц петриковской росписи начала 20 века.
С 1944 года работала на Киевском экспериментальном керамико-художественном заводе вместе с другими мастерами из Петриковки: Марфой Тимченко, Верой Клименко-Жуковой, Пелагеей Глущенко и сестрой Галиной Павленко-Черниченко. Работала прежде всего на фарфоре и бумаге. Богатая коллекция произведений художницы хранится в Музее украинского народного декоративного искусства.